# عبدالله رحیم‌بایف
عبدالله رحیم‌بایف (تاجیکی: Абдулло Раҳимбоев؛ ۱ ژوئن ۱۸۹۶ – ۷ مهٔ ۱۹۳۸) از سیاستمداران ازبک‌تبار در تاجیکستان شوروی و عضو حزب کمونیست اتحاد جماهیر شوروی بود. او به عنوان یک «ملی‌گرای بورژوا» در اتحاد جماهیر شوروی اعدام شد.
وی برندهٔ جوایزی همچون نشان لنین و نشان پرچم سرخ بود.
عبدالله رحیم‌بایف در خجند زاده شد. او از ژانویهٔ ۱۹۳۴ تا سپتامبر ۱۹۳۷ در کمیتهٔ اجرایی مرکزی اتحاد جماهیر شوروی به عنوان نمایندهٔ جمهوری سوسیالیستی شوروی تاجیکستان خدمت می‌کرد. وی در جریان پاکسازی بزرگ دستگیر و اعدام شد. پس از مرگ ژوزف استالین، نام او دوباره احیا شد.

## زندگی‌نامه
عبدالله رحیم‌بایف در ۱ ژوئن ۱۸۹۶ میلادی در یک خانوادهٔ بازرگان در شهر خجند چشم به جهان گشود. برای نخستین‌بار در مدرسهٔ مذهبی، پس از آن در سال‌های ۱۹۰۸–۱۹۱۷ در مدرسهٔ خجند روسیه، دبیرستان سمرقند تاشکند و حوزهٔ علمیه تحصیل کرد و پس از آن به جنبش انقلابی پیوست.
وی یکی از بنیانگذاران و رهبران شورای کارگران مسلمان خجند بود. در سال ۱۹۱۹ به عضویت حزب کمونیست بلشویک‌های روسیه درآمد و دبیر کمیتهٔ اجرایی در شهر میرزاچول منصوب شد. وی از سال ۱۹۱۹ تا ۱۹۲۰ دبیر کمیتهٔ حزب کمونیست شهرستان خجند و رئیس کمیتهٔ حزب کمونیست ولایت سمرقند بود. عبدالله رحیم‌بایف از ۱۹۲۰ تا ۱۹۲۳ رئیس کمیتهٔ مرکزی اتحاد جماهیر شوروی ترکستان، دبیر کمیتهٔ مرکزی ترکستان (اکتبر ۱۹۲۰ تا ژوئن ۱۹۲۳)، عضو هیئت‌مدیرهٔ کمیتهٔ ملی خلق‌های RSFSR، از ۱۹۲۳ تا ۱۹۲۴ دبیر یکم کمیتهٔ مرکزی بخارا، و از مهٔ ۱۹۲۲ تا سپتامبر دبیر دوم کمیتهٔ مرکزی ترکستان بود. ۱۹۲۶ عضو شورای انقلابی - نظامی جبههٔ ترکستان شد.

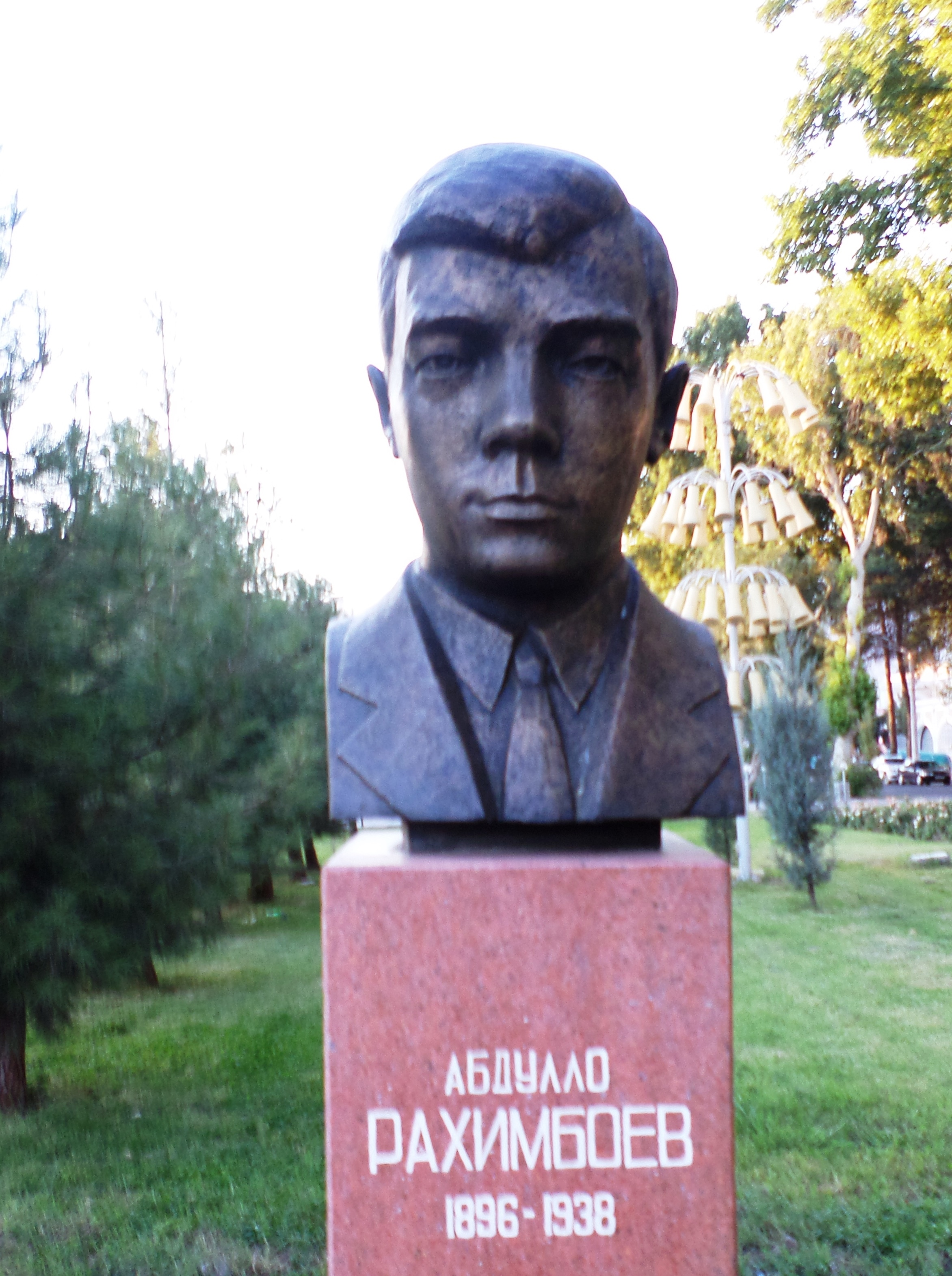
نیم‌تنهٔ عبدالله رحیم‌بایف در شهر خجند

عبدالله رحیم‌بایف یکی از امضاکنندگان معاهدهٔ تأسیس اتحاد جماهیر شوروی در ۳۰ دسامبر ۱۹۲۲ بود. در سال ۱۹۲۳ به عضویت جدید کمیتهٔ مرکزی حزب کمونیست روسیه انتخاب نشده و به عنوان دبیر کمیتهٔ مرکزی حزب کمونیست بخارا (ژوئیه-نوامبر ۱۹۲۳) و سپس به عنوان دبیر دوم کمیتهٔ مرکزی حزب کمونیست ترکستان (۱۹۲۳–۱۹۲۴) منصوب شد. پس از تأسیس اتحاد جماهیر شوروی ازبکستان، رحیم‌بایف به عنوان دبیر کمیتهٔ مرکزی حزب کمونیست ازبکستان (ب) (دسامبر ۱۹۲۳ تا دسامبر ۱۹۲۵) انتخاب شد. از مهٔ ۱۹۲۴ تا دسامبر ۱۹۲۵ دوباره برای عضویت در کمیتهٔ مرکزی (ب) نامزد شد، اما پسان‌تر از همهٔ سمت‌ها برکنار شد و برای تحصیل مارکسیسم-لنینیسم در آکادمی کمونیست (اکتبر ۱۹۲۶ تا ژوئن ۱۹۲۸) به مسکو فرستاده شد.
وی در سال‌های ۱۹۲۸–۱۹۳۳ رئیس دفتر نشر مرکزی اتحاد جماهیر شوروی سوسیالیستی، عضو هیئت‌مدیره و رئیس کمیتهٔ اقلیت‌های ملی کمیساریای خلق آموزش و پرورش اتحاد جماهیر شوروی سوسیالیستی و در سال‌های ۱۹۳۳–۱۹۳۷ رئیس شورای کمیسرهای مردمی اتحاد جماهیر شوروی سوسیالیستی تاجیکستان بود.
رحیم‌بایف نمایندهٔ کنگره‌های منطقه‌ای در بسیاری از کنفرانس‌های حزب اتحاد جماهیر شوروی بود.
او در تابستان سال ۱۹۳۷ از سمت رئیس هیئت نظارت خلق جمهوری تاجیکستان شوروی برکنار و از عضویت در CPSU نیز اخراج شد. رحیم‌بایف در اوت ۱۹۳۷ در استالین‌آباد دستگیر و به مسکو فرستاده شد و در آنجا در زندان لفورتوو زندانی شد. در ۷ مهٔ ۱۹۳۸، توسط دادگاه نظامی دادگاه عالی اتحاد جماهیر شوروی به اعدام محکوم شد و در بوتوو تیرباران شد. در سال ۱۹۵۶ پروندهٔ وی مورد تجدیدنظر قرار گرفت، وی تبرئه شد و عضویت او در CPSU دوباره احیا شد.